# Battaglia di Ceresole
La battaglia di Ceresole fu combattuta presso Ceresole d'Alba, in Piemonte,  il 14 aprile 1544: fu uno scontro d'armi avvenuto durante la guerra d'Italia del 1542, tra francesi e imperiali. L'armata francese era capitanata da Francesco di Borbone, conte di Enghien, mentre quella imperiale da Alfonso III d'Avalos.

## Antefatto
Il pretesto per aprire un conflitto in nord Italia nacque in seguito all'assedio di Nizza per mano delle truppe franco-ottomane (agosto 1543). Le truppe imperiali avanzarono verso Torino. Nell'inverno tra il 1543 e il 1544 i due eserciti rimasero fermi, in una situazione di stallo: lo schieramento francese aveva il suo centro nelle città intorno a Torino, da Pinerolo a Susa, tutti baluardi del Ducato di Savoia. Il comandante imperiale, dal canto suo, controllava il Piemonte centro meridionale da Mondovì ad Asti.
Quando terminarono i quartieri d'inverno, a capitanare le forze francesi giunse il ventiquattrenne Francesco di Borbone, conte d'Enghien, senza molta esperienza di tecnica militare.
Le forze francesi avevano un esercito costituito da circa 15 000 effettivi, gli imperiali, grazie all'arrivo di truppe tedesche, contavano sui 20 000 uomini.
Il 10 aprile il d'Avalos occupò il paese di Ceresole d'Alba, a pochi chilometri da Carmagnola, e assai vicino alle file francesi. Quando il conte d'Enghien lo seppe, marciò verso Carmagnola e si avvicinò a Ceresole l'11 mattina.

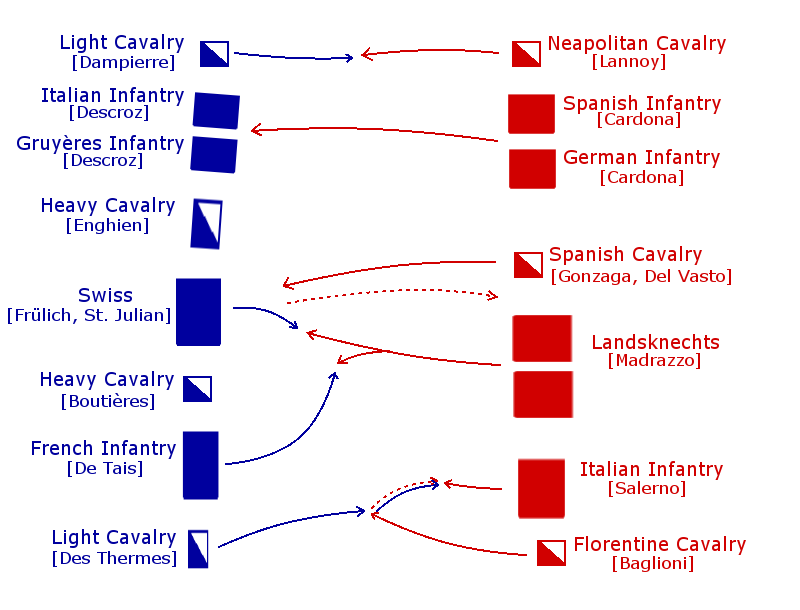
I movimenti delle truppe spagnole e francesi all'inizio della battaglia

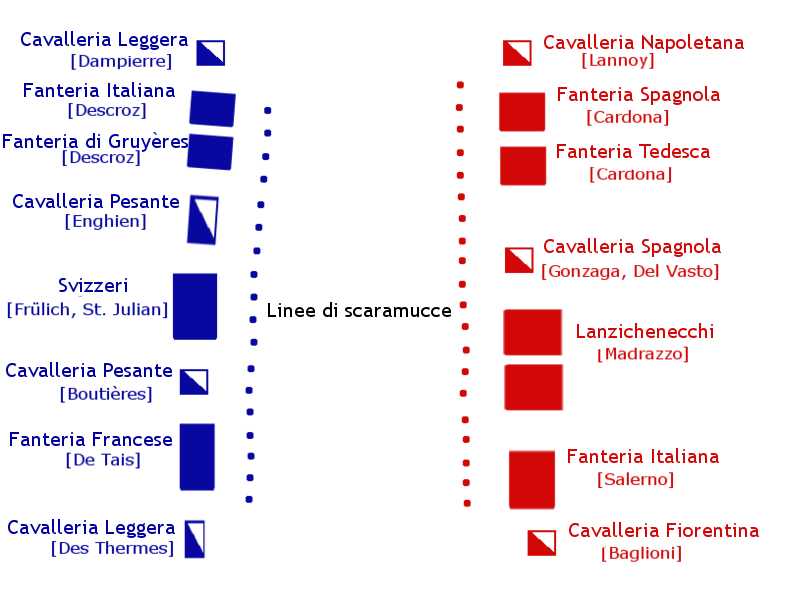
Lo schieramento iniziale della battaglia di Ceresole

| Francesi (Francesco di Borbone, conte di Enghien) | Francesi (Francesco di Borbone, conte di Enghien) | Francesi (Francesco di Borbone, conte di Enghien) | Spagnoli e tedeschi (Alfonso III d'Avalos) | Spagnoli e tedeschi (Alfonso III d'Avalos) | Spagnoli e tedeschi (Alfonso III d'Avalos) |
| Unità militare                                    | Numero                                            | Comandante                                        | Unità militare                             | Numero                                     | Comandante                                 |
| ------------------------------------------------- | ------------------------------------------------- | ------------------------------------------------- | ------------------------------------------ | ------------------------------------------ | ------------------------------------------ |
| Cavalleria leggera                                | ~400                                              | Dampierre                                         | Cavalleria leggera napoletana              | ~300                                       | Filippo di Lannoy, principe di Sulmona     |
| Fanteria italiana                                 | ~2,000                                            | Descroz                                           | Fanteria spagnola e tedesca                | ~5,000                                     | Raimondo de Cardona                        |
| Fanteria di Gruyères                              | ~3,000                                            | Descroz                                           | Fanteria spagnola e tedesca                | ~5,000                                     | Raimondo de Cardona                        |
| Cavalleria pesante                                | ~450                                              | Francesco di Borbone                              | Cavalleria pesante                         | ~200                                       | Carlo Gonzaga                              |
| Svizzeri                                          | ~4,000                                            | Wilhelm Frölich                                   | Lanzichenecchi                             | ~7,000                                     | Eriprando Madruzzo                         |
| Cavalleria pesante                                | ~80                                               | Guigues Guiffrey Signore di Boutières             | Lanzichenecchi                             | ~7,000                                     | Eriprando Madruzzo                         |
| Fanteria francese                                 | ~4,000                                            | Le Seigneur de Tais                               | Fanteria italiana                          | ~6,000                                     | Ferrante Sanseverino, Principe di Salerno  |
| Cavalleria leggera                                | ~450–500                                          | Des Thermes                                       | Cavalleria leggera fiorentina              | ~300                                       | Rodolfo II Baglioni                        |

## Svolgimento
Il conte di Enghien e Alfonso d'Avalos si erano schierati su due linee contrapposte. La battaglia si aprì con una serie di piccoli scontri a fuoco degli archibugeri e con un inefficace bombardamento da parte di entrambe le batterie. Solo dopo queste premesse il d'Avalos ordinò alle truppe di avanzare. I lanceri imperiali si scontrarono al centro con la fanteria francese e svizzera, subendo molti feriti.
Nella parte sud del campo di battaglia, la fanteria italiana al servizio degli imperiali fu assalita dalla cavalleria francese e arretrò insieme alle truppe spagnole, che furono sconfitte.

Nel nord, nel mentre, cadde la linea francese e l'Enghien guidò una serie di inefficaci cariche di cavalleria contro gli spagnoli, prima di essere aiutato dall'arrivo delle vittoriose truppe francesi provenienti dal centro battaglia.

## Termine della battaglia
Il numero di caduti fu decisamente elevato per l'epoca, e si stima che il ventotto per cento dei soldati non sia tornato indietro. Molti ufficiali imperiali caddero sul terreno e molti altri vennero fatti prigionieri, inclusi Ramon de Cardona e Carlo Gonzaga. I francesi ebbero meno vittime, unico prigioniero di rilievo fu il governatore di Savigliano, Paul de La Barthe, signore di Thermes, futuro maresciallo di Francia.